# Paphiopedilum pereirae
Paphiopedilum pereirae là một loài thực vật có hoa trong họ Lan. Loài này được (Ridl.) P.Taylor mô tả khoa học đầu tiên năm 1976.